# 諭鶴羽山
諭鶴羽山（ゆづるはさん）は、兵庫県の淡路島南部をほぼ東西に連なる諭鶴羽山地の西部に位置する、標高607.9 mの山である。諭鶴羽山地の最高峰であり、淡路島の最高峰でもある。南あわじ市の神代浦壁・北阿万稲田南・灘惣川の境界に位置し、一等三角点が設置されている。柏原山、先山と共に「淡路三山」の1峰に数えられる。なお、古名として、譲葉山とも呼ばれた。

## 概説
山名の「ゆづるは」は、ユズリハが多く見られることから、また、この山に群落を成す照葉樹が、春から夏にかけて葉を更新して（若葉に譲って）いく様から名付けられたとされる。
紀伊水道に浮かぶ沼島との間を通る中央構造線の北側に当たり、堆積岩である白亜紀の和泉層群の砂岩・礫岩などで成り立っている。南斜面は断層崖であり、急傾斜で海岸線まで落ち込んでいる。これに対して東西の尾根は起伏が少なく穏やかに伸びている。
瀬戸内海式気候に含まれる諭鶴羽山一帯は、温暖で冬季に雨が少ない。このため、北麓側には灌漑用の諭鶴羽ダム・牛内ダム・大日川ダムが作られた。

## 自然
瀬戸内海国立公園に属し、山頂一帯の諭鶴羽神社の社叢林は国立公園の特別地域に指定されている。照葉樹林が広がり、標高450 m辺りから上のアカガシの極相林は県内一と言われ、1974年に兵庫県指定天然記念物に指定された。また南側斜面にはスイセンが約7 haにわたって自生しており、灘黒岩水仙郷として例年12月下旬から観光客を集めている。
哺乳類ではニホンジカ、イノシシ、ニホンザル、タヌキなどが生息している。

## 諭鶴羽神社

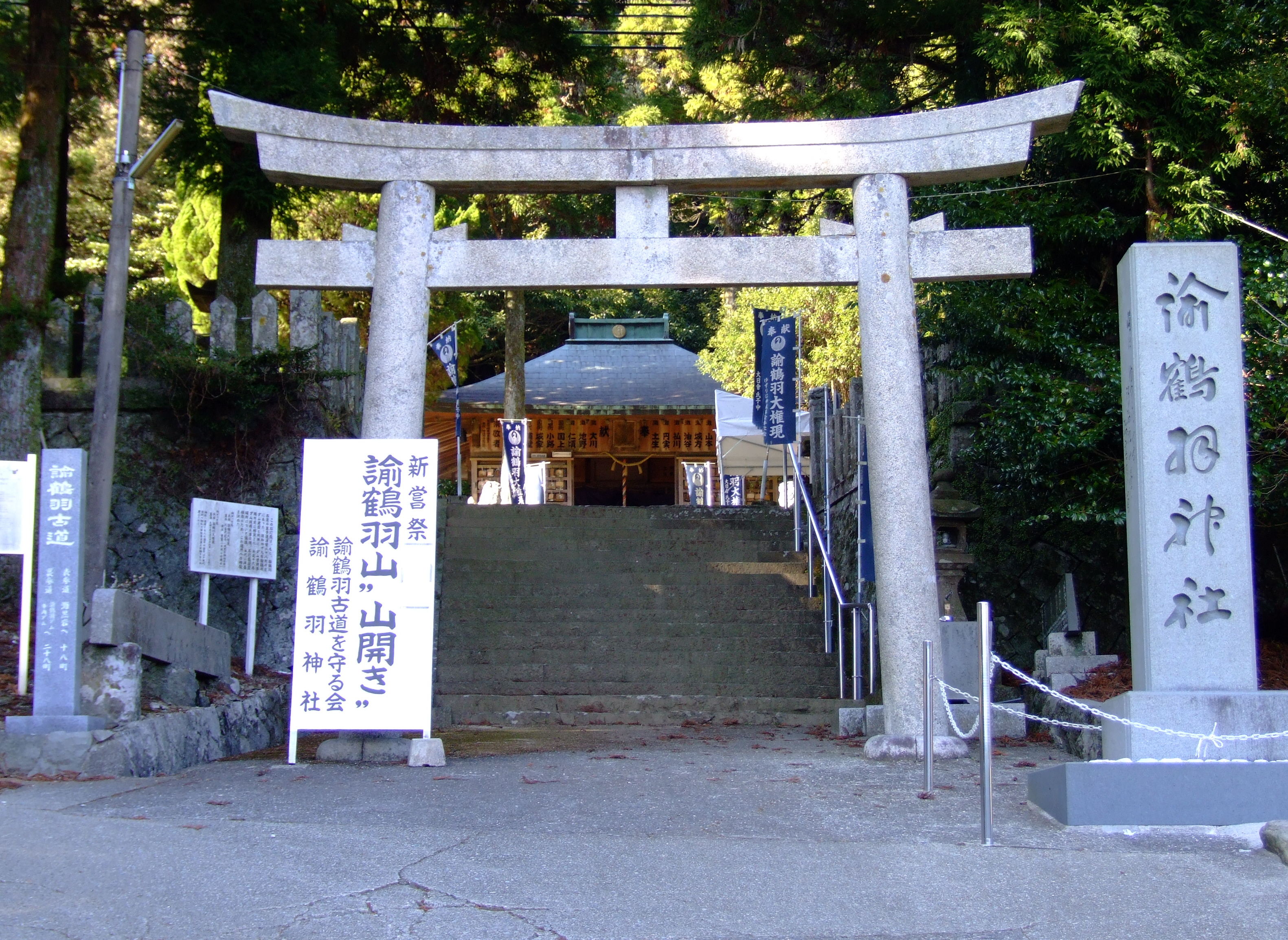
諭鶴羽神社

山頂の南側約400 mに鎮座する諭鶴羽神社は、創建が開化天皇の治世と伝えられる古社である。祭神は伊弉冉尊・速玉男命・事解男命である。三角点が設置された山頂は、諭鶴羽神社の御旅所で、毎年4月第2土曜日に行われる春の例大祭には神輿が上がる。
自然崇拝に始まったと考えられている「諭鶴羽参り」は、平安時代になると修験道の一大道場として隆盛を誇った。長寛元年（1163年）に書かれた『長寛勘文』の「熊野権現御垂迹縁起伝」によると、熊野神は英彦山から石鎚山、諭鶴羽山を経て熊野新宮・神蔵の峯へ渡られたとされる。一帯に28宇の伽藍が建ち並び、熊野権現元宮・熊野本宮と称えられて京の都にまでその名が聞こえた。『枕草子』にも「峰は ゆずるはの峰 あみだの峰 いや高の峰」とある。
しかし康正2年（1456年）に戦乱で全山が焼失。天文年間に美作藩主の助力で18宇を再建したが、天文18年（1549年）6月9日に石川紀伊守の乱で再び焼失。再興の望みが無いため資料を後世へ伝えるべく天文21年に、美作の乗蔵らが各社堂・神仏を碑石に刻んで残した。これらの碑石が奥宮・十二所神社に安置されている。
その後、承応年間（1652年から1654年）に徳島藩主の蜂須賀氏により本殿、拝殿などが再建されたが、明治初年の神仏分離令によって衰退した。
参道である諭鶴羽古道は、表参道が一の鳥居の有る灘黒岩から18町。裏参道が神代浦壁・賀集牛内から30町。1町毎に町目地蔵が安置されている。また古道から発掘された町石は建武元年（1334年）銘で、在銘町石として県下最古の物である。また社叢林の原生林には前述のアカガシの他にタブノキの群落も見られる。
名前の読みの類似性から、フィギュアスケート選手・羽生結弦のファンの「聖地」の1つともされている。2014年のソチ五輪で金メダルを獲得した直後から、神社の存在がファンの間で話題になったと宮司が言った。
祭典
- 元旦祭 - 元日の午前0時
- 祈年祭 - 2月第2土曜日
- 例祭 - 4月第2土曜日
- 毛付け参り - 6月下旬から7月上旬、田植えの終了を感謝し豊作を祈願。
- 夏祭り - 7月第2土曜日
- 追悼献花祭 - 8月15日、第二次世界大戦の戦没者に白菊を献花して慰霊し、平和を祈念。
- 新嘗祭 - 11月第4土曜日
- 除夜祭 - 大晦日の午後11時半

## その他
- NTTコミュニケーションズ諭鶴羽無線中継所が山頂の南側に、兵庫県洲本土木事務所諭鶴羽中継局が山頂の北側に、近畿移動無線センター淡路送受信所が平和祈念塔の南西側に建つ。
- 山頂 - 諭鶴羽神社間の諭鶴羽古道（裏参道）沿いに「奥之院 篠山神社」が有る。
- 日東航空つばめ号墜落事故 - 1963年5月1日に、日東航空（日本国内航空などを経て現在の日本航空）のDHC-3（JA3115、大阪→徳島）が標高300 mの山中に墜落し、乗客9人が死亡した。

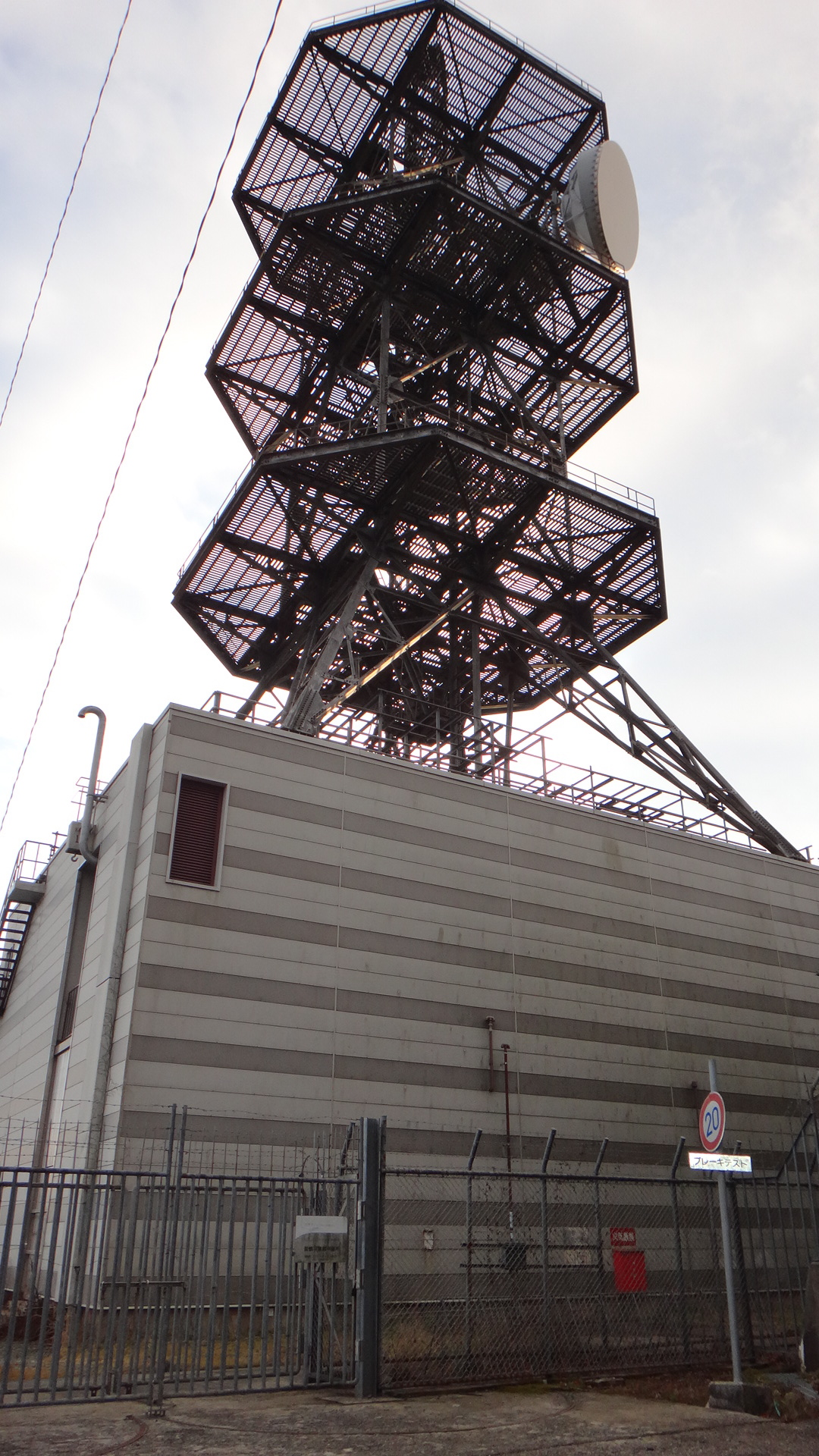
NTTコミュニケーションズ諭鶴羽無線中継所
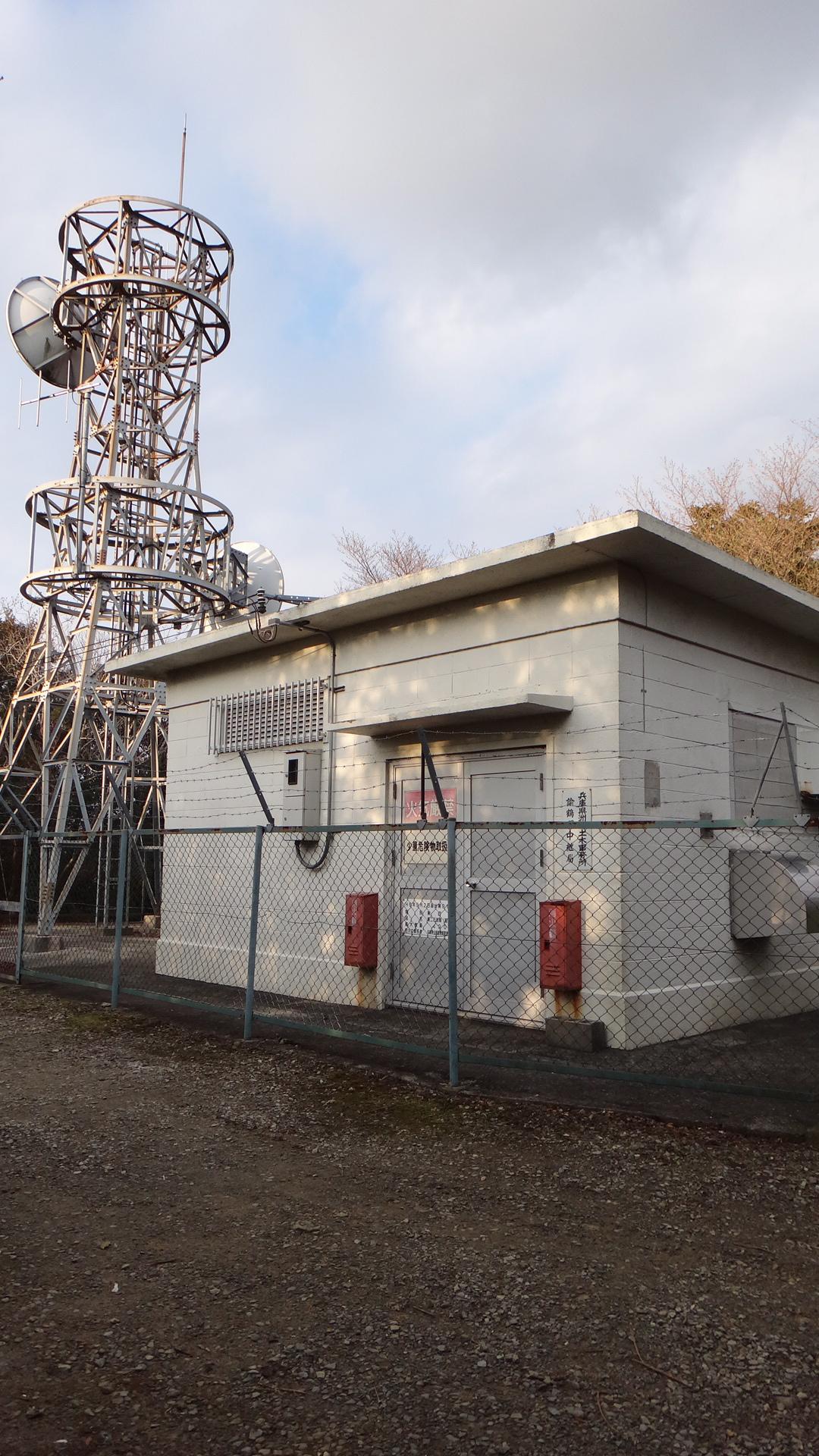
兵庫県洲本土木事務所諭鶴羽中継局
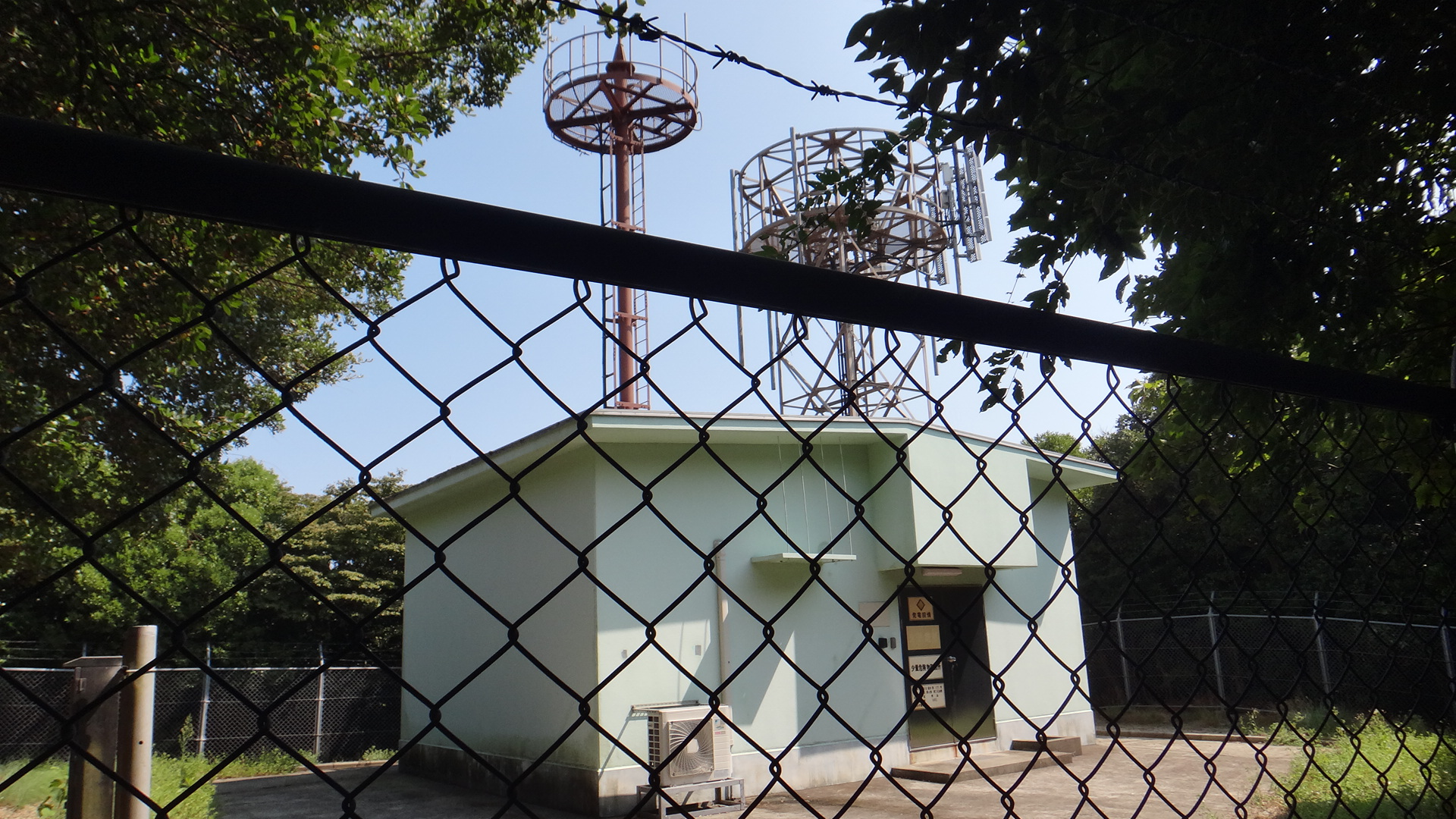
近畿移動無線センター淡路送受信所
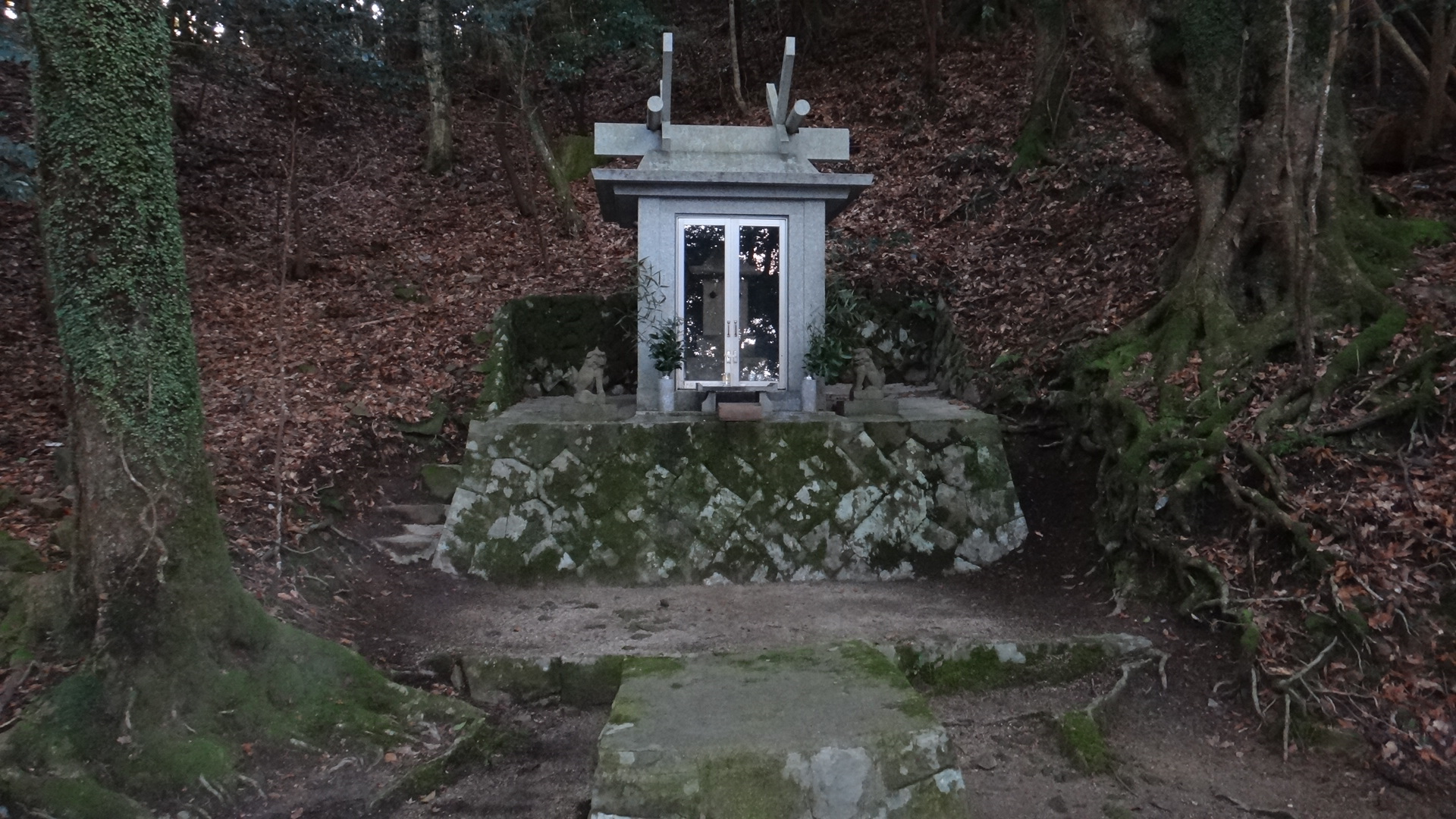
奥之院 篠山神社

## アクセス
通行時及び送迎（公共交通機関が無い為）に関しては諭鶴羽神社アクセス（道路状況）・送迎のご案内を参考されたい。
ハイキング（徒歩）コース
南北どちらからも尾根までには急な坂が存在する。
- 北麓の諭鶴羽ダムから - 諭鶴羽古道（裏参道）で二十八町（約3.1 km）。諭鶴羽ダムに駐車場が設けられている。登山口周辺にバス停は無い。登山道途中の十八町までは兵庫県道535号灘市線の車両通行不能区間と重複する。
- 南麓の灘黒岩から - 諭鶴羽古道（表参道）で十八町（約2 km)。近畿自然歩道で約5.7 km。鹿除けゲートが有る。（コミュニティバス「らん・らんバス すいせん号」黒岩バス停）

車両で
南北どちらも狭隘道路で、中型自動車（マイクロバスなど）以上は通行できない。それ以外の普通自動車でも車両が大きい程ぎりぎりの道幅で離合困難。また、小石程度の落石は日常的に見られる。諭鶴羽神社前の駐車場から山頂までは諭鶴羽古道（裏参道）で約400 m。
- 北麓から - 国道28号立石交差点より南あわじ市道立石社家線を南へ。社家公会堂付近から同市道青木上田線→同市道神代2号線→上田林道（こうだりんどう）の順で南へ約10 km。未舗装区間が残存するため、最低地上高が低い車は通行できない。

（※ 円行寺交差点より南へ延びている兵庫県道535号灘市線は諭鶴羽ダム（国道28号より約5 km南）で車両行き止まり）
- 南麓から - 兵庫県道76号洲本灘賀集線灘山本より兵庫県道535号灘市線を北へ約5.4 km。一部は簡易舗装が為されている。